# Paphiopedilum argus
Espèce
Paphiopedilum argus est une espèce d'orchidées du genre Paphiopedilum originaire des Philippines.